# Geraldine Román
Geraldine Román Batista (Orani, 23 de abril de 1967) es una política y periodista filipina, elegida como representante del primer distrito de Bataán en la Cámara de Representantes desde 2016. Es la primera mujer trans elegida al Congreso de Filipinas.

## Biografía
Nació en un entorno familiar vinculado a la política el 23 de abril de 1967 en Orani, hija del político Antonino Román y Herminia Batista, una negociante. Sufrió burlas por parte de sus compañeros de escuela durante su juventud aunque su padre instaló en ella la importancia de tener autoconfianza.
Terminó sus estudios primarios y secundarios en la unidad de educación básica de la Universidad Ateneo de Manila, y luego se matriculó en la Universidad de Filipinas en Dilimán. Consiguió después una beca para matricularse en el programa de periodismo de la Universidad del País Vasco y terminó sus estudios universitarios con dos másteres.
Román tiene una relación no matrimonial de larga duración con Alberto, un ex-camarógrafo español. Habla con fluidez español, francés e italiano además de inglés y tagalo. En 2019 ha sido recibida como académica de número de la Academia Filipina de la Lengua Española.

### Transición
Cuando tenía 3 o 4 años se dio cuenta de que su identidad de género no correspondía con la que nació, y en 1994 se sometió a una cirugía de reasignación de sexo en Nueva York. Sus padres han respaldado su transición, y según ella los curas de la Compañía de Jesús que la enseñaron en el Ateneo de Manila también la han respaldado.

## Carrera

### Periodismo
Román trabajó muchos años en España como redactora de la Agencia EFE antes de volver a Filipinas en 2012 para cuidarse a su padre enfermo.

### Política
Se presentó por primera vez como candidata política en las elecciones generales de 2016, presentándose como candidata del Partido Liberal en el primer distrito de Batáan que ocupaba su madre, la presidenta provincial del partido, contra el alcalde de Hermosa Danilo Malana. Ganó en las elecciones con más de 62% del voto. El año siguiente militó en el PDP-Laban, y ganó un segundo término como candidata del partido en las elecciones de 2019.
Militó el marzo de 2020 en Lakas, y ganó un tercer término en las elecciones de 2022 con más de 107.000 votos conseguidos.